# Felicité Mbala
Felicité Mbala es una deportista camerunesa que compitió en judo. Ganó una medalla de bronce en los Juegos Panafricanos de 2011, y una medalla de bronce en el Campeonato Africano de Judo de 2010.

## Palmarés internacional
| Juegos Panafricanos | Juegos Panafricanos | Juegos Panafricanos | Juegos Panafricanos |
| Año                 | Lugar               | Medalla             | Categoría           |
| ------------------- | ------------------- | ------------------- | ------------------- |
| 2011                | Maputo (Mozambique) | Medalla de bronce   | –70 kg              |
| Campeonato Africano |                     |                     |                     |
| Año                 | Lugar               | Medalla             | Categoría           |
| 2010                | Yaundé ( Camerún)   | Medalla de bronce   | –70 kg              |